# Lavongai
Lavongai (vroeger New Hanover) is een eiland en districthoofdstad in Papoea-Nieuw-Guinea. Het is 1186 vierkante kilometer groot en het hoogste punt is 960 meter. 
Het is een groot vulkanisch eiland dat met het eiland Nieuw-Ierland de provincie New Ireland Province vormt, en samen met het eiland Nieuw-Brittannië deel uitmaakt van de Bismarckarchipel. In 2000 had het eiland 17.160 inwoners.
Voor sportduikers is het een paradijs om in de glasheldere ondieptes langs de kust, de vele oorlogswrakken van schepen en vliegtuigen te bezichtigen. Ook op het eiland zelf zijn er nog vele sporen te vinden van de Tweede Wereldoorlog.
Het eiland is een tijd een Duitse kolonie geweest; toen werd het in het Duits "Neuhannover" genoemd, in het Nederlands Nieuw-Hannover. Tijdens de Eerste Wereldoorlog werd het eiland door de geallieerden veroverd. Na een tijd door Australië te zijn geregeerd, werd het in 1975 deel van de nieuwe onafhankelijke staat Papoea-Nieuw-Guinea. In het Engels wordt vaak nog de oude naam gebruikt, New Hanover Island.

## Fauna
Er zijn 118 soorten vogels op het eiland waargenomen waaronder drie met uitsterven bedreigde soorten.
Er zijn slechts twee zoogdieren, allebei vleermuizen, bekend: Nyctimene albiventer en Rousettus amplexicaudatus.